# Les Œufs du destin
Les Œufs du destin (ou Les Œufs fatidiques) (titre original en russe : Роковые яйца) est un roman court de Mikhaïl Boulgakov paru en 1925. Les Œufs du destin est également le titre d'un recueil de nouvelles de Boulgakov publié à Riga en 1928.

## Historique
Le récit Les Œufs du destin fut initialement publié dans l’almanach soviétique Niedra (en russe : Недра, Tréfonds) de février 1925. La revue avait déjà publié Endiablade, une autre nouvelle de Boulgakov en février-mars 1924. La nouvelle fut écrite très rapidement par l’auteur, qui était en grande difficulté financière après que les éditions Niedra eurent abandonné le projet de racheter les droits de La Garde blanche.
Maxime Gorki dira de la nouvelle : « Boulgakov m’a beaucoup plu, mais il a mal fini son histoire. La marche des reptiles sur Moscou n’est pas exploitée : songez au tableau formidablement intéressant qu’elle aurait fait ! ».
Une certaine critique officielle reconnut des mérites aux Œufs du destin, mais les écrivains « prolétariens » dénoncèrent la nouvelle comme un « roman de gare », et Victor Chklovski affirma que l’auteur avait grossièrement plagié la nouvelle La Nourriture des dieux d’H. G. Wells. Boulgakov est tenu par la « critique de gauche » pour « un représentant dangereux de l'émigration qui ne fait même pas semblant de se déguiser en compagnon de route. », antisoviétique et contre-révolutionnaire.

## Personnages
- Vladimir Ipatievitch Persikov, cinquante-huit ans, professeur de zoologie à la IVe université d'État de Moscou[6] et directeur de l'Institut de zoologie, qui ne s’intéresse qu’à ses travaux.
- Piotr Stepanovitch Ivanov, maître de conférences, assistant du professeur Persikov.
- Pancrace, nouveau gardien de l’institut de zoologie.
- Alfred Arkadievitch Bronski, journaliste, selon sa carte de visite : « Collaborateur des revues moscovites La Lumière rouge, Le Piment rouge, La Revue rouge, Le Projecteur rouge et du quotidien Moscou-Soir rouge[7] », mais surtout membre de la Guépéou.
- Alexandre Semionovitch Rokk[8], directeur du sovkhoze modèle « Le Rayon rouge ».
- Stepanovna Drozdova : paysanne, veuve de l'ex-archiprêtre de l'ex-paroisse Sabbas Drozdov, mort en 1926, « suite à des afflictions religieuses ».
- Maria Stepanovna, gouvernante du professeur Persikov, elle s’en occupe comme un nounou s'occupe d’un bébé.

## Résumé

### Chapitre I: Curriculum vitae du professeur Persikov
La nouvelle s'ouvre le soir du 16 avril 1928 dans l'Institut de zoologie, situé dans la rue Herzen, à Moscou. Le premier chapitre est consacré à la présentation du professeur Persikov, un scientifique des plus éminents, mais un homme excentrique, soumis aux difficultés de l'époque : affres du communisme de guerre, malnutrition qui entraîne la mort de presque tous les résidents de l'institut (grenouilles et gardien !), transformation de son domicile en appartement communautaire, perte de ses spécimens de batraciens, en particulier un crapaud du Surinam de 13 centimètres de long dont il attribue la responsabilité de la mort au commissaire à l'Éducation, sans même parler de l'abandon du foyer conjugal par son épouse lassée, en 1913 déjà, par son goût immodéré pour les grenouilles. Persikov est d'ailleurs beaucoup plus affligé par la perte de son crapaud du Surinam que par celle de son épouse.
Mais les choses s'améliorent au cours des années 1920, pendant la NEP, ce qui donne l'occasion au professeur reprendre son activité d'enseignement... et de recaler 76 étudiants lors des examens :

« Comment vous ne savez pas ce qui distingue les amphibiens des reptiles ? demandait Persikov. C'est tout simplement risible, jeune homme. Les amphibiens n'ont pas de reins pelviens. Absence de reins pelviens. Parfaitement, monsieur. Honte à vous. Vous êtes sans doute marxiste ?
– Oui, répondait le recalé dans un souffle.
Ainsi donc, s'il vous plaît, rendez-vous à l'automne » disait poliment Persikov, puis il criait à Pancrace d'une voix alerte : « Au suivant ! ». »

— Mikhaïl Boulgakov, Les Œufs du destin.

### Chapitre II: La volute colorée
Alors qu'il s'apprête à observer des amibes au microscope, le professeur Persikov, interrompu par son assistant, abandonne son laboratoire et suit l'importun, qui lui montre une grenouille qu'il est en train de disséquer. Retardé plusieurs heures par leurs observations, Persikov ne revient qu'au petit matin dans son laboratoire pour constater un étrange phénomène sous la lumière rouge du microscope. Étonné, il s'affaire longuement autour du phénomène et finit par entrer chez lui après avoir recommandé à Pancrace de ne laisser personne s'introduire dans son cabinet.

### Chapitre III: Persikov capte le rayon
Le professeur Persikov découvre par hasard sous l'oculaire du microscope les effets d’un rayon rouge sur des amibes en culture. Grâce à ce rayon, les amibes se multiplient à une vitesse « frénétique », ont une taille énorme et font preuve d’une très grande agressivité. Après trois jours d'observation, le professeur tente une explication à la reproduction accélérée des amibes : « Oui, maintenant tout est clair. Elles ont été vivifiées par le rayon. C'est un rayon nouveau que nul n'avait étudié, n'avait découvert. » Persikov informe son assistant, stupéfait, et le charge de construire un appareil permettant l'obtention du rayon à plus grande échelle.
Avec l’aide d'Ivanov et de matériel optique en provenance d'Allemagne, il construit une chambre noire, modifie l'intensité et le diamètre du rayon, persuadé d'avoir découvert le « rayon de la vie ». Persikov tente l’expérience sur des têtards, l'expérience va au-delà des prévisions : les têtards non seulement se multiplient à vitesse extraordinaire, mais leur croissance est elle-même accélérée. Le laboratoire est alors envahi par les batraciens, et il faut s’en débarrasser avec du cyanure de potassium.

### Chapitre IV: La veuve du pope Drozdov
La nouvelle de cette découverte sensationnelle fait bientôt, et sans que l'on sache comment, le tour de la ville : au mois de juin, les Izvestia en donnent un compte rendu. Le lendemain, le journaliste - et membre de la Guépéou - Alfred Bronski vient interroger Persikov. Celui-ci répond avec brusquerie et insiste pour que l’on lui laisse le temps de valider ses travaux ; lui ayant tiré les vers du nez, Bronski s'en va, mais d'autres journalistes surviennent : un collaborateur du Courrier de l'Industrie, le correspondant à Moscou du Berliner Tageblatt...
Dans la rue, les crieurs de journaux annoncent justement l'apparition d'une mystérieuse épidémie de peste aviaire qui a frappé les poules de la veuve Drozdova. La découverte de Persikov fait également les gros titres de la presse. Selon les écrits très enjolivés de Bronski, le professeur Persikov « souhaitait depuis longtemps faire part de sa découvert au prolétariat moscovite »... Pendant ce temps, le professeur Persikov devient la proie de la meute journalistique.

### Chapitre V: Une histoire de poules
Dans la province de Kostroma, la veuve de l'ex-archiprêtre Drozdov se lamente de la perte de sa dix-septième poule. Pourtant, son élevage de poule était remarquable : l'effectif des poules avait grimpé jusqu'à 250, y compris des poules cochinchinoises. L'impôt confiscatoire auquel était soumis sa petite entreprise individuelle avait été supprimé en déclarant son poulailler comme « artel de travailleurs avicoles » (l'artel étant composé de la veuve Drozdova, de sa servante Matriochka et de sa nièce sourde). Les poules continuent de mourir malgré l'intervention d'un pope, l'épizootie s'étend aux poulaillers voisins : le lendemain, la totalité des poules de la rue avaient disparu. Le journal Le Combattant rouge titre : « Serait-ce la peste des poules ? ». C'est ainsi que la nouvelle parvient à Moscou.
La soudaine célébrité du discret professeur Persikov lui est insupportable, d'autant que les journalistes n'hésitent pas à en rajouter et tombent souvent dans le sensationnalisme. On l'assiège jusque chez lui : « Ce sont des diables, non des hommes ». Parmi les innombrable sollicitations, l'une d'entre elles soulève l'attention incrédule du scientifique : celle du commissaire du peuple à la Santé. Le soir même, un visiteur intempestif se présente, le « Chef et fondé de pouvoir des missions commerciales étrangères près de la République des soviets ». Après un préambule alambiqué, l'homme propose au désormais mondialement célèbre professeur Persikov de travailler pour un État étranger et lui propose 5 000 roubles pour être tenu au courant de ses travaux, mais en bon citoyen, Persikov le jette dehors et, furieux, appelle la Guépéou à la Loubianka : dix minutes plus tard, trois hommes débarquent et l’interrogent longuement sur cet espion. Après quoi, le chef du trio - qui a un visage d'ange - l'assure qu'il ne sera plus dérangé... À tout hasard, Persikov leur demande s'il leur serait possible de fusiller tous les reporters.
La soirée n'est pas terminé pour le professeur. Il doit encore supporter le téléphone d'une inconnue qui, tout de go, lui propose le mariage avec une « veuve ardente disposant d'un appartement de sept pièces », un mystérieux appel d'une personne « assez connue du Kremlin » qui le félicite et souhaite visiter son laboratoire, ou le concert tonitruant de Richard Wagner donné au Bolchoï et retransmis par la radio que capte son voisin du dessus.
Le lendemain, la vie semble reprendre normalement ; un nouveau personnage en chapeau melon a fait son apparition devant l'institut et trie les visiteurs. Persikov recale des étudiants à leur examens : « Faites-vous receveurs de tramway, vous ne valez rien pour la zoologie. » Mais cela ne dure pas plus de trois jours : Le journaliste Alfred Bronski réapparaît et souhaite un complément d'information. S'ensuit une description scientifique des poules. Bronski, dépassé par l'érudition de Persikov, qui souhaite le renvoyer au professeur Portugalov, spécialiste des gallinacés, souhaite plutôt des renseignement sur les maladies des poules, en particulier la peste qui décime les poules de l'Union soviétique. Persikov tombe des nues, car il ne lit pas les journaux.

### Chapitre 6: Moscou, juin 1928
Moscou est très animée. Des haut-parleurs réitèrent l'interdiction du commerce et de la consommation de volailles. Dans le monde culturel (théâtre, cirque, journaux), tout semble tourner autour des poules et des œufs. Le professeur Persikov passe, indifférent à tout ce tapage...

### Chapitre 7: Rokk
Grâce aux efforts conjugués de tous, la peste aviaire n'est bientôt plus qu'un souvenir. On ne déplore pas plus d'un millier de décès humains et quelques troubles sociaux mineurs. La peste s'arrête d'elle-même aux frontières marines de pays (mer Blanche ou océan Pacifique), ou se termine dans les contrées désertique du sud, et — curieusement — aux frontières (politiques) de la Pologne et de la Roumanie...
En Union soviétique, une commission extraordinaire « pour le relèvement et la renaissance de l'aviculture » est formée et tente de repeupler le pays de gallinacés par un achat massif d'œufs à l'étranger. La crise est également l'occasion d'une campagne de presse contre le Secrétaire d'État des États-Unis américain, Charles Evans Hughes. Le professeur Persikov, épuisé, est attaché aux travaux entrepris en vue de sauver l'aviculture soviétique. Il reçoit deux nouvelles chambres noires de grande taille.
Bronski entrevoit tout de suite le côté pratique de la découverte, car, justement, l'épidémie vient de liquider les poules soviétiques : le rayon permettrait d’en redémarrer l’élevage.
Au mois d'août, Alexandre Semionovitch Rokk, directeur d’un sovkhoze, déboule sans prévenir chez Persikov : il a l’autorisation de prendre les chambres noires et veut, grâce à elles, relancer l’élevage des poules. Persikov obtempère contre son gré, lui explique le fonctionnement de sa machine, mais le met en garde contre ses dangers. Très sûr de lui, Rokk repart avec trois machines du professeur, laissant celui-ci dans le désœuvrement. Tout le monde, Pancrace compris, est abattu à l'institut : « Les crapauds, curieusement, entamèrent un concert particulièrement mélancolique, leur coassement avait des accents funestes et inquiétants. »

### Chapitre 8: Événements au sovkhoze
Dans le sovkhoze « Le Rayon rouge » situé à Nikolskoïé, dans la région de Smolensk, Rokk reçoit ses machines. Le lendemain, on lui livre des œufs. Rock, sa plantureuse épouse et divers employés du sovkhoze se mettent immédiatement au travail, regrettant qu'on lui ait envoyé si peu d'œufs. Le soir, il téléphone à Persikov, car il a reçu des œufs bizarres, tout crottés et veut savoir s'il doit les laver... Le professeur est alarmé par la précipitation du sovkhozien : on n'a jamais tenté l'expérience sur des poules, et personne ne peut en prédire le résultat. Persikov et son assistant s'apprêtent à une nouvelle expérience.
Pendant ce temps, à Konksovka, le village voisin du sovkhoze, Dounia et un chauffeur, un couple d'amoureux employés au sovkhoze, flirtent tendrement au son d'un flûte dont joue à la perfection l'ancien musicien Rok, victime des vicissitudes de la Révolution russe. À Moscou, Rokk entend parler de la découverte de Persikov et une idée lui vient...
Tout à coup, dans la campagne environnante, les chiens se mettent à aboyer d'une manière insupportable, puis des millions de grenouilles se mettent à coasser, interrompant le concert improvisé. Rock retourne contempler son œuvre et se promet d'informer publiquement les habitants dès le lendemain.
Rock a placé sous le rayon rouge des œufs tachetés destinés à l’institut de zoologie, mais vont naître et proliférer des serpents, crocodiles et autruches gigantesques. Sa femme en sera la première victime, dévorée par un serpent de dix mètres de haut.
Moscou est témoin de scènes de panique ; tout le monde veut quitter la ville devant l’avancée des serpents et crocodiles. Persikov est lynché par une foule qui le rend responsable.
L’armée n’arrive pas à contenir les serpents et crocodiles. Moscou sera sauvé par deux jours de gel ; en plein mois d’août, la température descend à moins 18 degrés et tue tous les reptiles.

## Éditions
- Mikhaïl Boulgakov (trad. du russe par Édith Scherrer, préf. Françoise Flamant), Œuvres : La Garde blanche, Nouvelles, récits, articles de variétés, vol. I, Paris, Gallimard, coll. « Bibliothèque de la Pléiade », 1997 (1re éd. 1997), 1950 p. (ISBN 2-07-011299-3), « Les Œufs du destin »
- Les Œufs fatidiques  (trad. Colette Stoïanov), Ginkgo éditeur [« Petite Bibliothèque slave »], 2022, 156 p. (ISBN 978-2-84679-507-4)
- (ru + fr) Mikhaïl Boulgakov (trad. du russe par Édith Scherrer, Françoise Flamant, préf. Françoise Flamant), Les Œufs du destin [« Роковые яйца »], Paris, Gallimard, coll. « Folio bilingue » (no 115),‎ 2010 (1re éd. 2003), 362 p., poche (ISBN 978-2-07-042421-4)